# Vattendrag i Sverige (S)
Siffrorna efter vattendragens namn anger deras totala längd i kilometer. Längder på minst 2 mil är avrundade till hel- eller halvmil. Vattendrag med flodområden på över 4 kvadratmil är skrivna med fetstil.
- Saankijoki 65
- Saarilompolonjoki 25
- Saggån 12
- Sagån 70
- Saimujoki 30
- Saittajoki 20
- Sakajoki 11
- Saksbäcken 14
- Sallsjöån 30
- Saluån 20
- Salvijukke 18
- Sandbyån 13
- Sandbäcken 20
- Sandserydsån 11
- Sandsjöån 40
- Sandsjöälven 20
- Sandvadsbäcken 12
- Sandån 11
- Sangisälven 110
- Sannarpsån 11
- Sannån
- Sartajåhkå 30
- Sarvesjåhkå 18
- Satmyrån 20
- Satsbäcken 10
- Satsån 30
- Sattajoki 13
- Sautusjoki 20
- Saxbroån 17
- Saxhyttån 20
- Saxhyttälven 40
- Saxån 45
- Saxälven
- Siebbjåkkbäcken 25
- Sege å 50
- Segerån 12
- Segesholmsån 20
- Segmoälven 9
- Sekkujoki 45
- Selakbäcken 25
- Selsbäcken 17
- Seltjärnsån
- Selångersån
- Semlan 35
- Semsån
- Sevujoki 40
- Sexan 50
- Sidsjöbäcken 7
- Siekajoki 12
- Siekkijoki 16
- Sieperjåhkå 30
- Sierkajåhka 25
- Siggarpsån 20
- Siikajoki 30
- Sikbäcken 35
- Sikforsån 35
- Siksjöbäcken 11
- Sikträskbäcken 15
- Sikträskbäcken 20
- Sikån 75
- Silbodalsälven 20
- Sillbäcken 30
- Sillerboån 80
- Silletorpsån 30
- Silverån 85
- Silån 25
- Simeån
- Simontorpsån 20
- Simsjöån
- Singsån 35
- Singån 25
- Sipmekälven 17
- Sittån 20
- Sivakkajoki 17
- Sixån 13
- Sjaunjaätno 90
- Sjnjuftjutisjåkkå 25
- Sjoutälven 80
- Sjulsån 45
- Sjuskinnån 15
- Sjuströmmar 12
- Själlarimsbäcken 15
- Sjöaredsbäcken 10
- Sjöboån
- Sjöholmsån 12
- Sjömilleån 9
- Sjöris älv
- Sjöråsån 30
- Skacksjöälven 6
- Skagersholmsån 16
- Skaidejåhkå 16
- Skaitebäcken 17
- Skallarebäck 16
- Skansnäsån 25
- Skansån 20
- Skansån 50
- Skarendalån 20
- Skarpån 45
- Skartajåhka 20
- Skattmansöån 30
- Skattån 40
- Skavebäck 17
- Skavån
- Skebergaån 14
- Skebokvarnsån 18
- Skeboån 50
- Skedviån 40
- Skellefteälven 440
- Skenaån 25
- Skeppsbrobäcken 20
- Skidbäcken 17
- Skidträskbäcken 12
- Skidträskån 50
- Skidån 7
- Skieltajåhkå 40
- Skifteboån 16
- Skikkibäcken 30
- Skillebyån 12
- Skintan 13
- Skirsjöån 11
- Skirsjöån 20
- Skivarpsån 25
- Skiverstadån 16
- Skivsån 12
- Skogträskbäcken 20
- Skomstjärnån 9
- Skorombäcken
- Skravelbäcken 14
- Skravelån 12
- Skrikviksån 15
- Skräbeån 85
- Skurdalsån 14
- Skuttran 14
- Skvalån 20
- Skyllbergsån 30
- Skymmelån 13
- Skålån 140
- Skårrån 14
- Skårsälven 11
- Skäppträskån 70
- Skärboälven 14
- Skärjån 55
- Skärkan 35
- Skärshultaån 17
- Skärvagan 25
- Skärvagsån 18
- Skärveteån 45
- Skärvån 14
- Skärvångsån 30
- Skärån 20
- Sköruvjukke 13
- Sladansån 5
- Slagsån 17
- Slakaån 20
- Slandromsån 13
- Slevån 15
- Slien 13
- Slipbäcken 25
- Slipsikån
- Slorudsälven 30
- Slottsån 45
- Slumpån 50
- Slyan 14
- Slåtteån 15
- Slåttån 10
- Slöan 14
- Smedjeån 55
- Smedsmyrbäcken 12
- Smedstorpsån 40
- Smygarebäcken 15
- Smålarpsån 20
- Småträskån 15
- Smörbäcken
- Smörån 18
- Snoderån 25
- Snottenån 10
- Snurrijåhka 20
- Snytsboån 40
- Snällerödsån 17
- Snärjebäcken 45
- Snövlebodaån 35
- Snöån 40
- Solbergsån 25
- Solingsbäcken 16
- Sollumsån 14
- Solviksälven 9
- Solälven 30
- Sorgån 20
- Sorkan 13
- Sottujoki 15
- Sotån
- Soukolojoki 45
- Soutusjoki 20
- Spannån
- Spikselån 25
- Spikåsbäcken 20
- Spikälven 45
- Spillerbäcken 13
- Spillingsån
- Spjutån 3
- Spångån 4
- Stora Härjån
- Stabäcken 15
- Staddajåhkå 16
- Stadsån 9
- Stalbobäcken 20
- Stallbackaån 18
- Stalojåhka 30
- Stampbäcken 10
- Stampån 20
- Stamsjöån 70
- Stantarjåhkå 20
- Stapuljåhkå 14
- Stavarsjöbäcken 20
- Staversån 15
- Stavselån 30
- Stavtjärnån 9
- Stavån 20
- Stenebyälven 40
- Stensjöån 20
- Stensjöån 25
- Stensån 45
- Stenträskbäcken 10
- Stenån 12
- Stenån 10
- Stimmerboån 30
- Stjärnorpebäcken 15
- Stockbäcken 11
- Stockforsälven 35
- Stocksboån 20
- Stockån
- Stockälven
- Stor-Fjätan 35
- Stora Härjeån 20
- Stora Njupån 16
- Storbodströmmen 90
- Storbäcken 35
- Storbäcken 15
- Storbäcken 30
- Storbäcken 50
- Storbäcken 18
- Storbäcken 14
- Storebergsån 20
- Storforsälven 60
- Storkvarnbäcken 17
- Stormyrbäcken 20
- Storsjöån 12
- Storträskån 20
- Storvattenån 20
- Storån 60
- Storån 20
- Storån 35
- Storån 65
- Storån 70
- Storälven 11
- Strinneån 20
- Strulån 10
- Stryån 10
- Stråfulan
- Strågbäcken 10
- Stråån 20
- Strömarån 35
- Strömsbäcken 20
- Strömsån 30
- Strömsån 20
- Stupån 17
- Stutvattenbäcken 20
- Styggforsån 18
- Stångsmålaån 20
- Stångån 200
- Stödstorpaån 20
- Stökbäcken 10
- Stöpån
- Stöpälven 20
- Sudokbäcken 25
- Suksijoki 20
- Sularpsbäcken 11
- Suledsälven 7
- Sulsjöån 8
- Sulån 25
- Sundsbyälven 17
- Sundstorpsån 15
- Sundströmmen 10
- Sundträskbäcken 13
- Sunnanån
- Sunnerstaån
- Sunnån 20
- Sunnäsån 17
- Suobbat-Tjåhka 30
- Suoinakjåhkå 40
- Suoksaurebäcken 20
- Suolojåhkå 17
- Suopatusjoki 16
- Suoppetjukke 11
- Surrebäcken 20
- Surtan 40
- Suseån 50
- Suvijoki 30
- Svalesjåhkå 18
- Svaltjajåhkå 11
- Svanavattenån 14
- Svanforsbäcken 12
- Svaningsån 50
- Svanån 25
- Svanån 10
- Svartabäcken 30
- Svartbäcken 14[förtydliga]
- Svartijåhkå 35
- Svartsjöån
- Svartån 15
- Svartån 20
- Svartån 165
- Svartån 30
- Svartån 91
- Svartån 55
- Svartån 16
- Svartån 11
- Svartån 22
- Svartån 10
- Svartälven
- Svedjeån 18
- Svedån 17
- Svensbyån 30
- Svenstaån 25
- Sverkestaån 90
- Sverkojåhkå 17
- Sviestadsån 50
- Svinabäcken 12
- Svintunaån 9
- Svinån 10
- Svärdälven 40
- Svärtaån 40
- Syväjoki 15
- Sågbäcken 18
- Sågån 9
- Sågån 8
- Sålnen 40
- Sångan 20
- Sångesälven
- Sånghusån 20
- Sällerhögsån 11
- Sällevadsån 30
- Sälmån 17
- Sälsjöbäcken 13
- Sämsjöån 45
- Sännan 25
- Sännån 45
- Särkijoki 17
- Särkån
- Särvan 55
- Säsån 7
- Sätersälven 16
- Sätraån 20
- Sävarån 140
- Sävastabäcken 10
- Sävaån 45
- Säveån 130
- Sävjaån 50
- Sävsjöbäcken 13
- Sävsjöån 20
- Sävälven 30
- Säxån 14
- Sääjoki 20
- Söderedeån 11
- Söderhamnsån
- Söderköpingsån 80
- Söderträskbäcken 17
- Söderängsån 11
- Södra Anundsjöån 65
- Sör-Lillån 75
- Sörbyån 12
- Sörjabäcken 11
- Sörmjöleån 25
- Sörviksån 20
- Sörån 30
- Sörån 25
- Sösjöbäcken 13
- Sösjöån 14
- Söån 20